# Aaricia (imię)
Aaricia – rzadkie imię żeńskie pochodzenia skandynawskiego, o znaczeniu „dumna”, „wysoko urodzona”. Aaricia jest imieniem żony Thorgala Aegirsona, tytułowego bohatera serii komiksowej Thorgal.  